# Chiesa di San Pietro (Fondi)
La chiesa di San Pietro Apostolo è il principale luogo di culto cattolico di Fondi, in provincia di Latina e arcidiocesi di Gaeta.

## Storia
La tradizione vuole la chiesa di San Pietro, originariamente dedicata alla Vergine Madre di Dio, fondata su un tempio di Giove da fedeli convertiti dal paganesimo dall'evangelizzazione nei dintorni dei Santi Pietro e Paolo.
In epoca imprecisata fu distrutta, ma riedificata in seguito col nome odierno su commissione da Leone Caetani, conte di Fondi, il 12 dicembre 1138. Basandosi sull'epigrafe a sinistra dell'ingresso la chiesa è consacrata dal vescovo Maurizio Rogano (1636-1640). Invece, l'epigrafe a destra ricorda il passaggio di papa Pio IX.

## Descrizione

### Esterno
Al centro della facciata si apre il portale gotico; le colonne ai lati della porta poggiano su tre animali stilofori; un leone a destra e un ariete sormontato da un altro leone a sinistra, invece le colonne sono poggianti sull'architrave. Sull'architrave, al centro, vi è un bassorilievo di Gesù, mentre alla sua sinistra San Paolo, Sant'Onorato e un cherubino con un candelabro in mano, alla sua destra San Pietro apostolo, San Giovanni Evangelista e un secondo cherubino reggente il turibolo. Al di sopra di esso, un piccolo rosone. Nella lunetta vi è la recente raffigurazione a mosaico della consegna da parte del Cristo delle chiavi a San Pietro, opera del fondano Domenico Purificato (1970). Sopra gli archi del portone impera la statua di San Pietro apostolo, seduto in trono con paludamenti pontificali e la destra benedicente, opera attribuita ad Arnolfo di Cambio che l'avrebbe eseguita nel 1302. Vedasi foto
Il campanile sorge in posizione arretrata e risale alla metà del XIII secolo; presenta monofore centrali, bifore ogivali e bifore trilobate.

### Interno

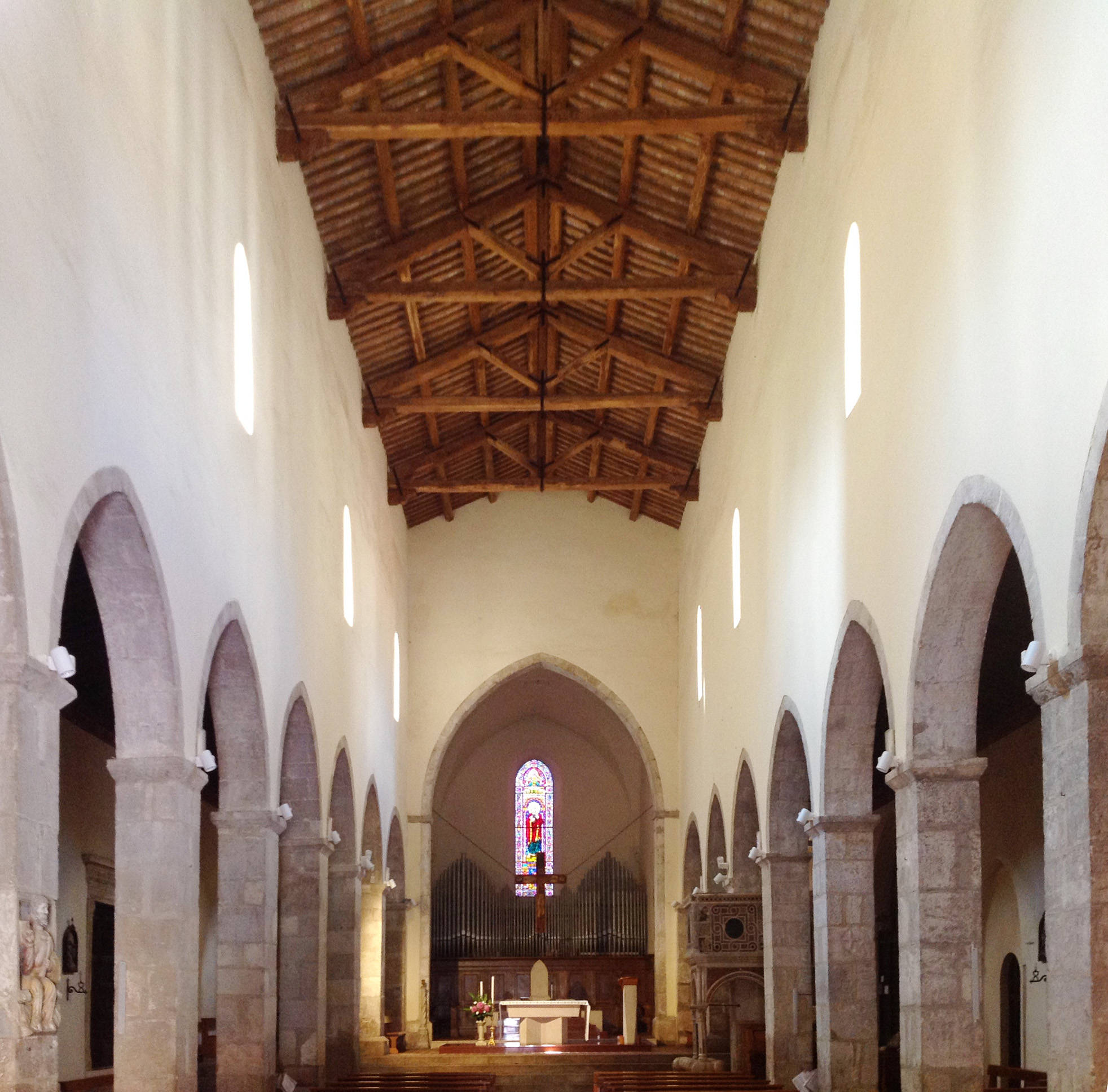
Interno

L'interno è a tre navate inizialmente in stile gotico, in seguito rinascimentale. In quella maggiore, incorporato al terzo pilastro di sinistra si ammira un bassorilievo di accurata e morbida fattura, raffigurante San Pietro benedicente, assiso su due leoni. Alla destra della controfacciata si trova la cappella della Madonna di Loreto, antico sepolcro dei conti di Fondi (tra i quali Marcantonio Prospero Colonna), caratterizzata da affreschi del XV secolo. Sul lato opposto, invece, il battistero, con lacerti di pavimentazione cosmatesca e fonte battesimale del XIII secolo.
Il pulpito, o ambone, è in stile cosmatesco con decorazioni a mosaici e figure geometriche in smalti chiari. Esso poggia su quattro colonne poste su due leoni e due arieti stilofori. Al centro del parapetto vi è l'immagine di San Girolamo, mentre ai suoi angoli vi sono i simboli degli evangelisti (un bue, un'aquila, un leone e un angelo). Sopra gli archivolti vi sono 3 versi recanti la firma del maestro Giovanni di Nicola (XII-XIII secolo).
Lungo la navata destra si apre la cappella della Croce che ospita il monumento funebre del conte Cristoforo Caetani (XV secolo), eretto dal figlio Onorato II. La sua base è sorretta da 3 leoni su cui poggiano altrettante figure di donne che rappresentano rispettivamente la Fortezza, la Carità e la Prudenza. Nella parete anteriore il sarcofago presenta un bassorilievo raffigurante la Madonna tra i santi Giovanni Battista, Giovanni Evangelista, Caterina d'Alessandria e Lucia. Il conte è raffigurato in abiti militari ed una corona, tra due angeli. In alto, Gesù crocifisso tra la Madonna e san Giovanni Evangelista. Nella medesima cappella vi sono due trittici a fondo oro della fine del XV secolo: quello di destra è di Antoniazzo Romano e raffigura la Madonna con Bambino ed il conte Onorato Caetani tra i santi Pietro e Paolo (1425), quello di sinistra è invece di Cristoforo Scacco e rappresenta l'Annunciazione tra i santi Onorato e Benedetto (1499). Vi è inoltre la cattedra dell'antipapa Clemente VII, in marmo con inserti cosmateschi.
In fondo alla navata di destra vi è la cappella del Santissimo Sacramento, con altare e balaustra barocchi in marmi policromi.
La navata maggiore termina con l'abside quadrangolare, coperta con volta a crociera ogivale ed illuminata da una monofora che si apre nella parete di fondo e che presenta una vetrata con San Pietro (XX secolo); al di sotto dell'arco absidale, un pregevole crocifisso dipinto su tavola del XII secolo. Il presbiterio è rialzato rispetto al resto della chiesa ed è costituito da moderni arredi marmorei; alle sue spalle, l'organo a canne costruito dai Fratelli Ruffatti nel 1950.
La chiesa ospita i corpi di san Mauro, conservato in una cassa d'argento, dei santi Paterno e Libertino, custoditi in urne lignee dorate, e il capo di sant'Onorato, conservato in un busto-reliquiario in argento.

## Galleria d'immagini

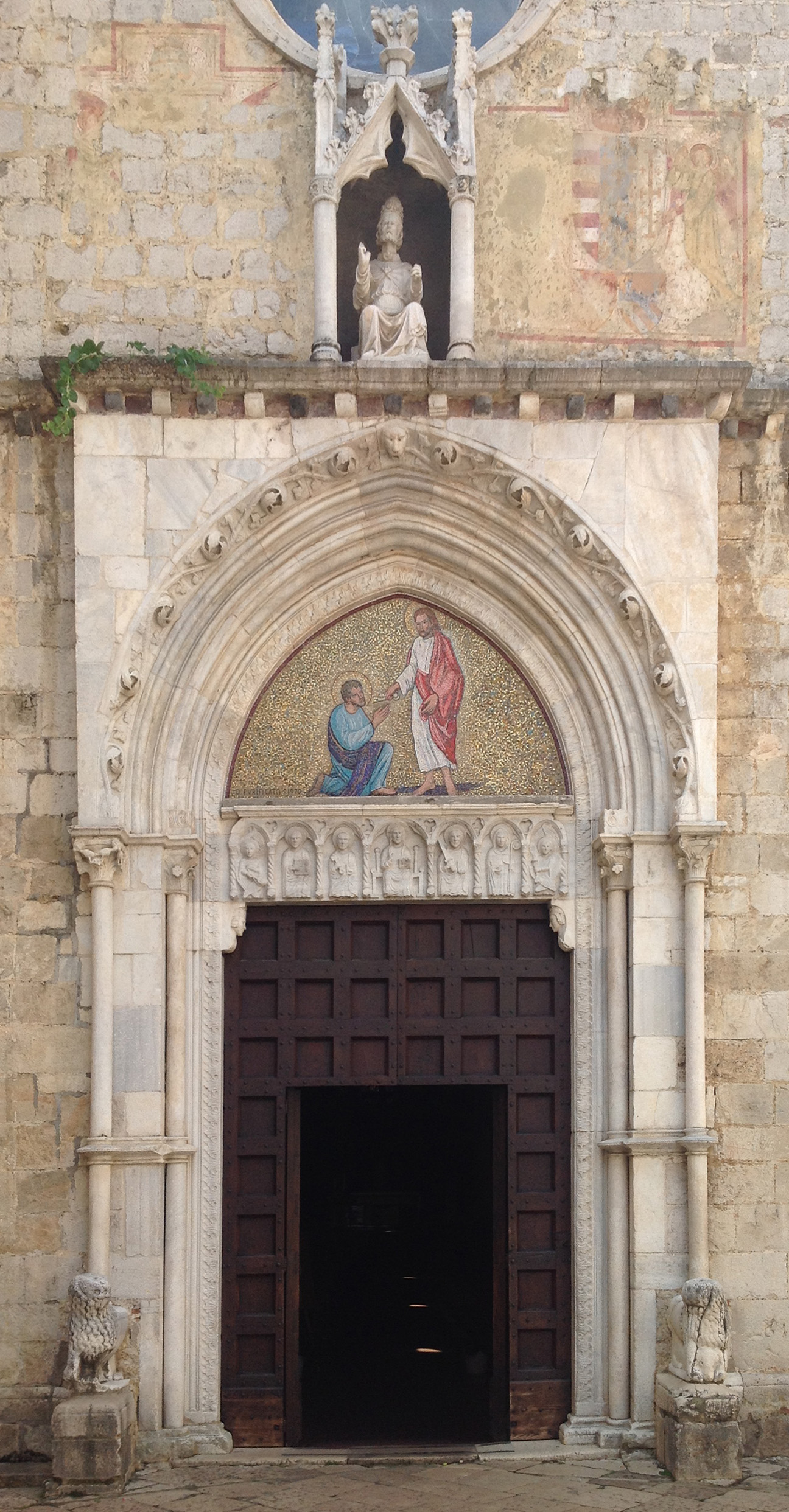
Portale
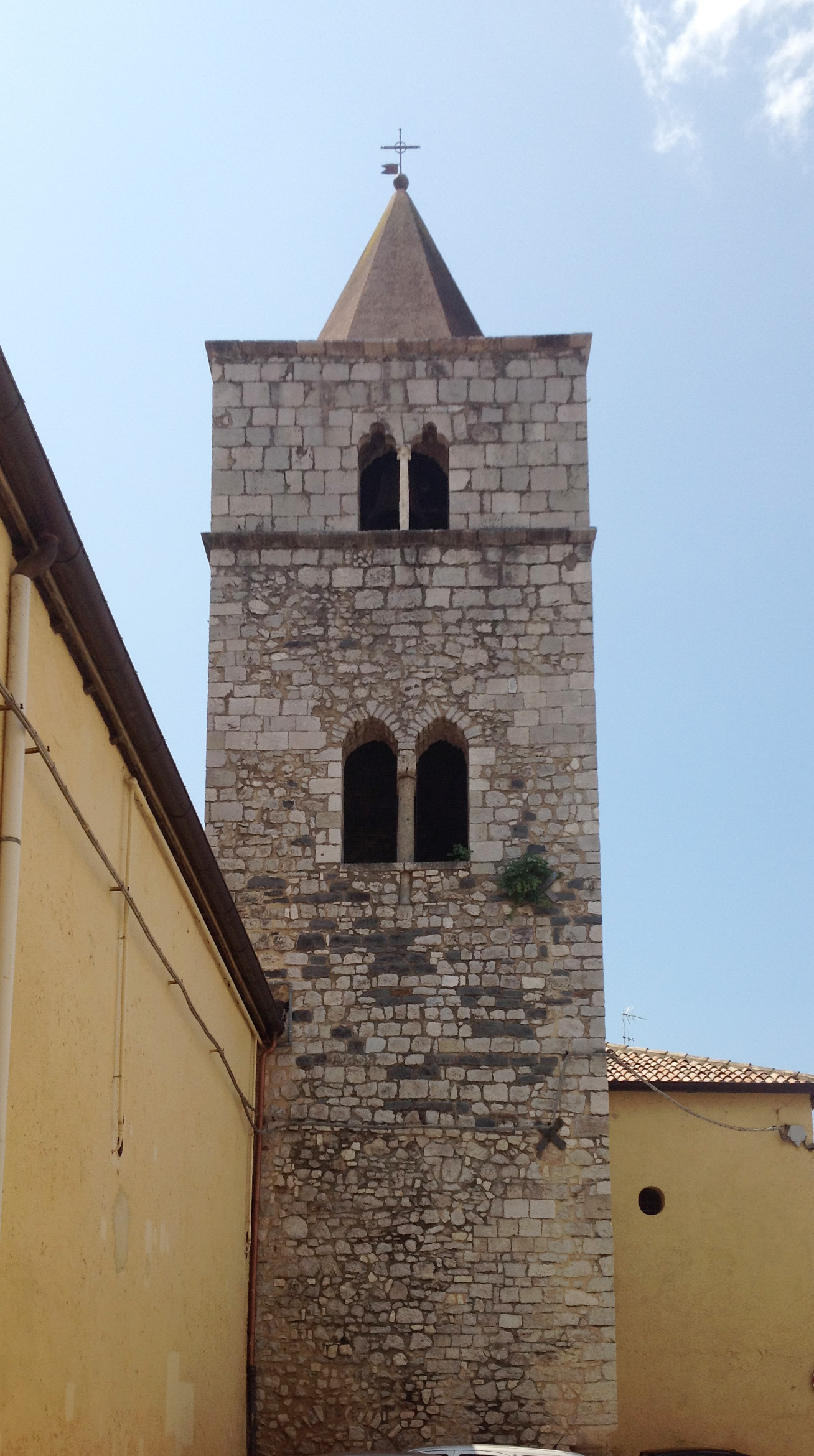
Campanile
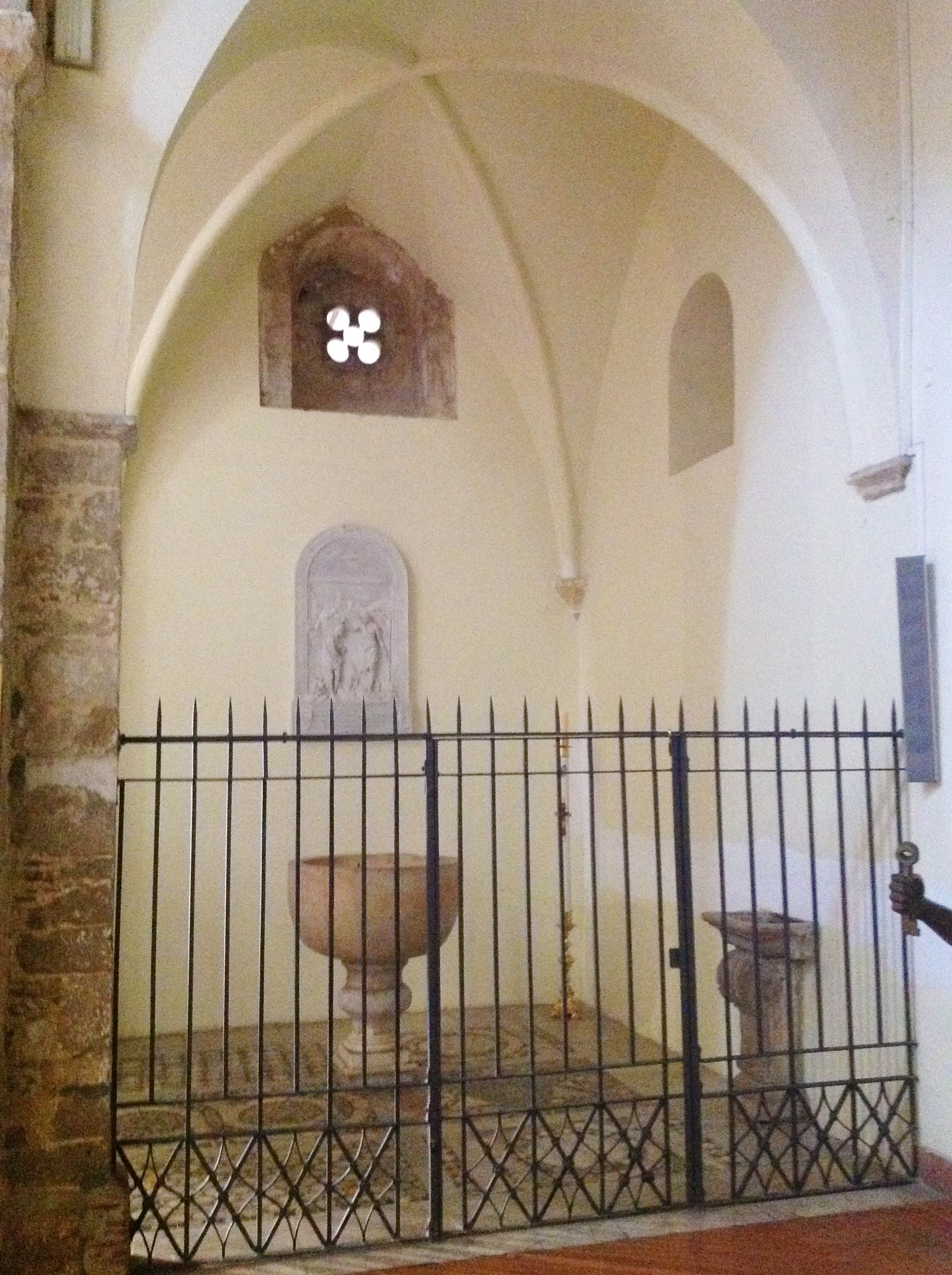
Battistero
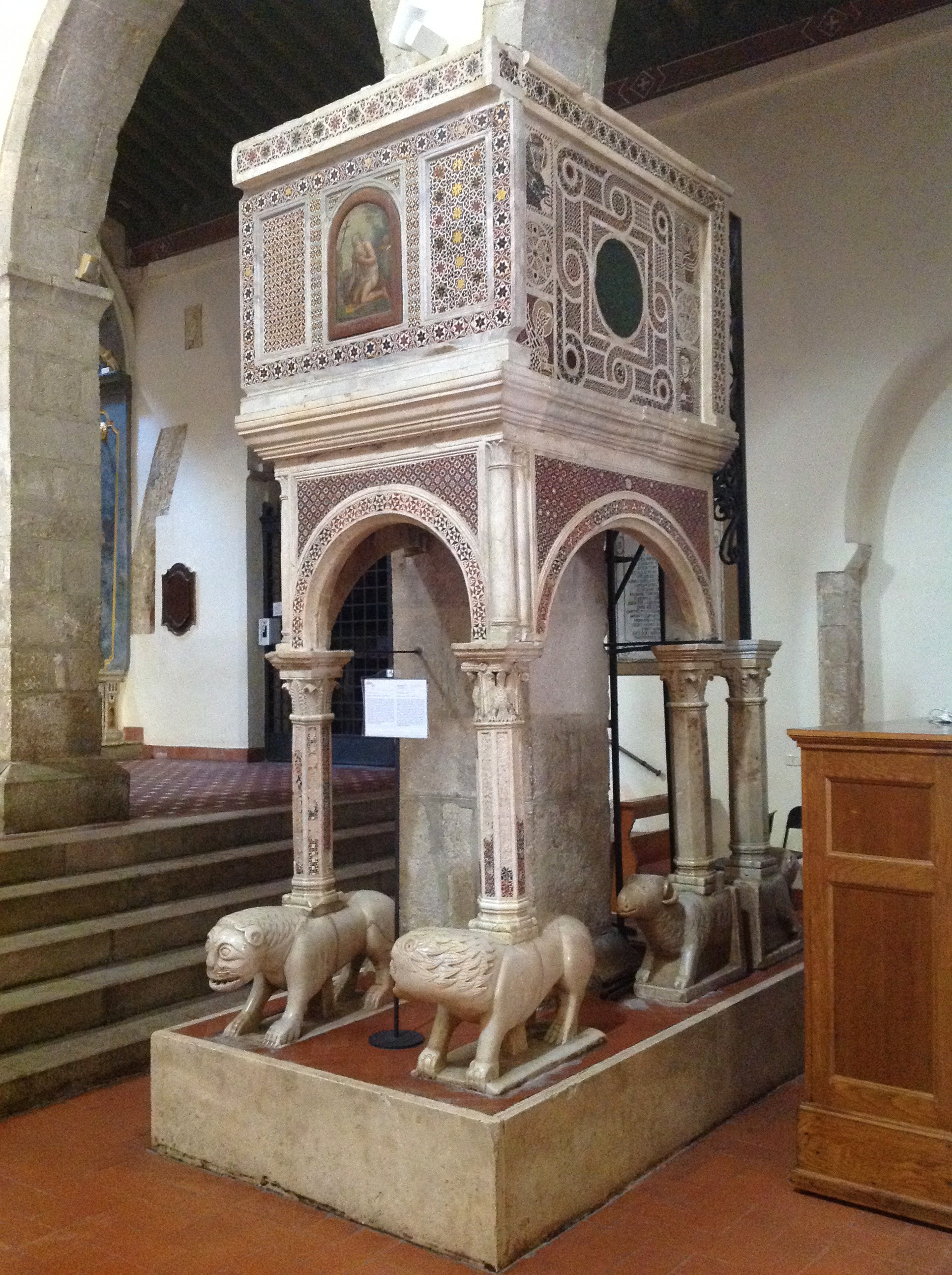
Pulpito
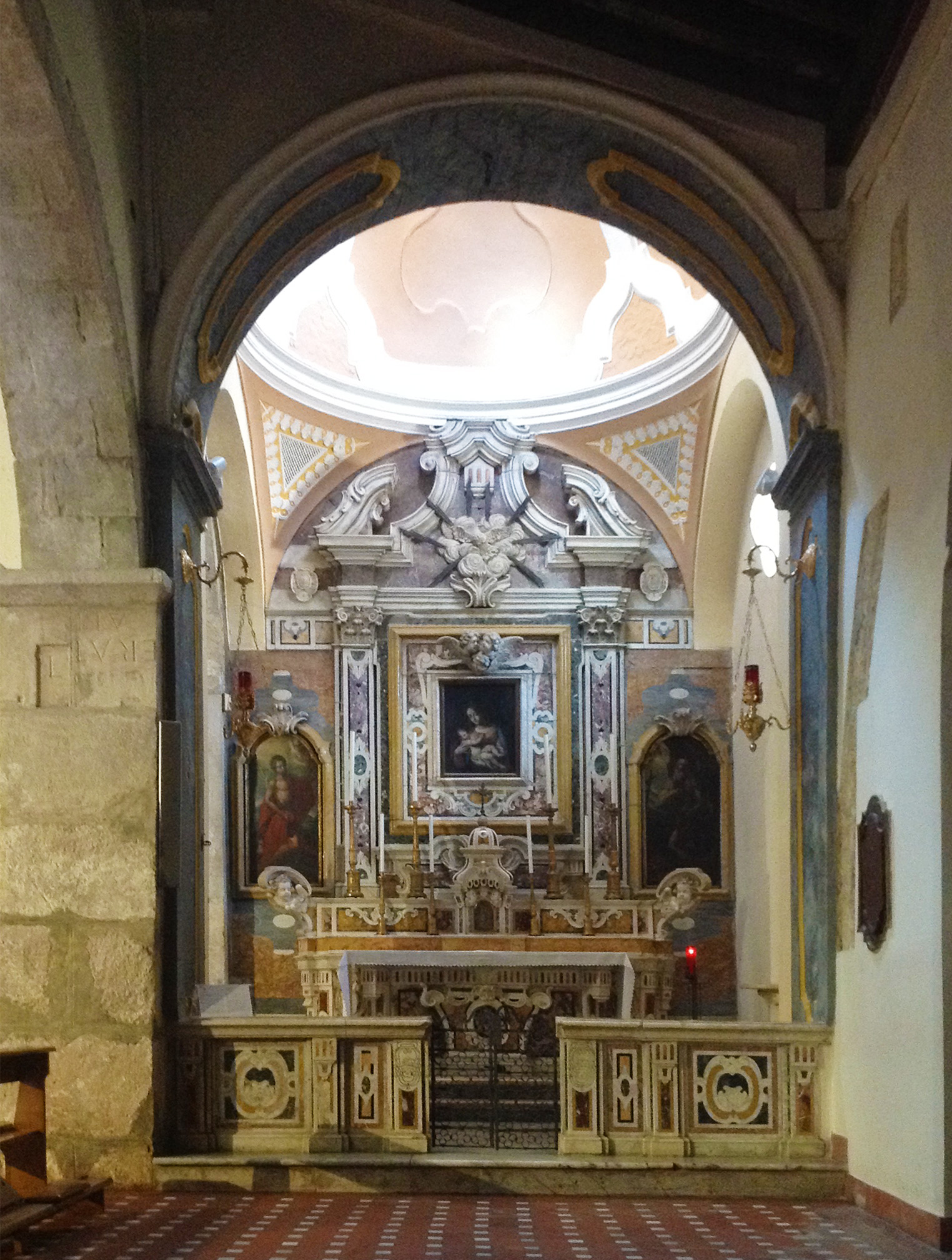
Cappella del Santissimo Sacramento
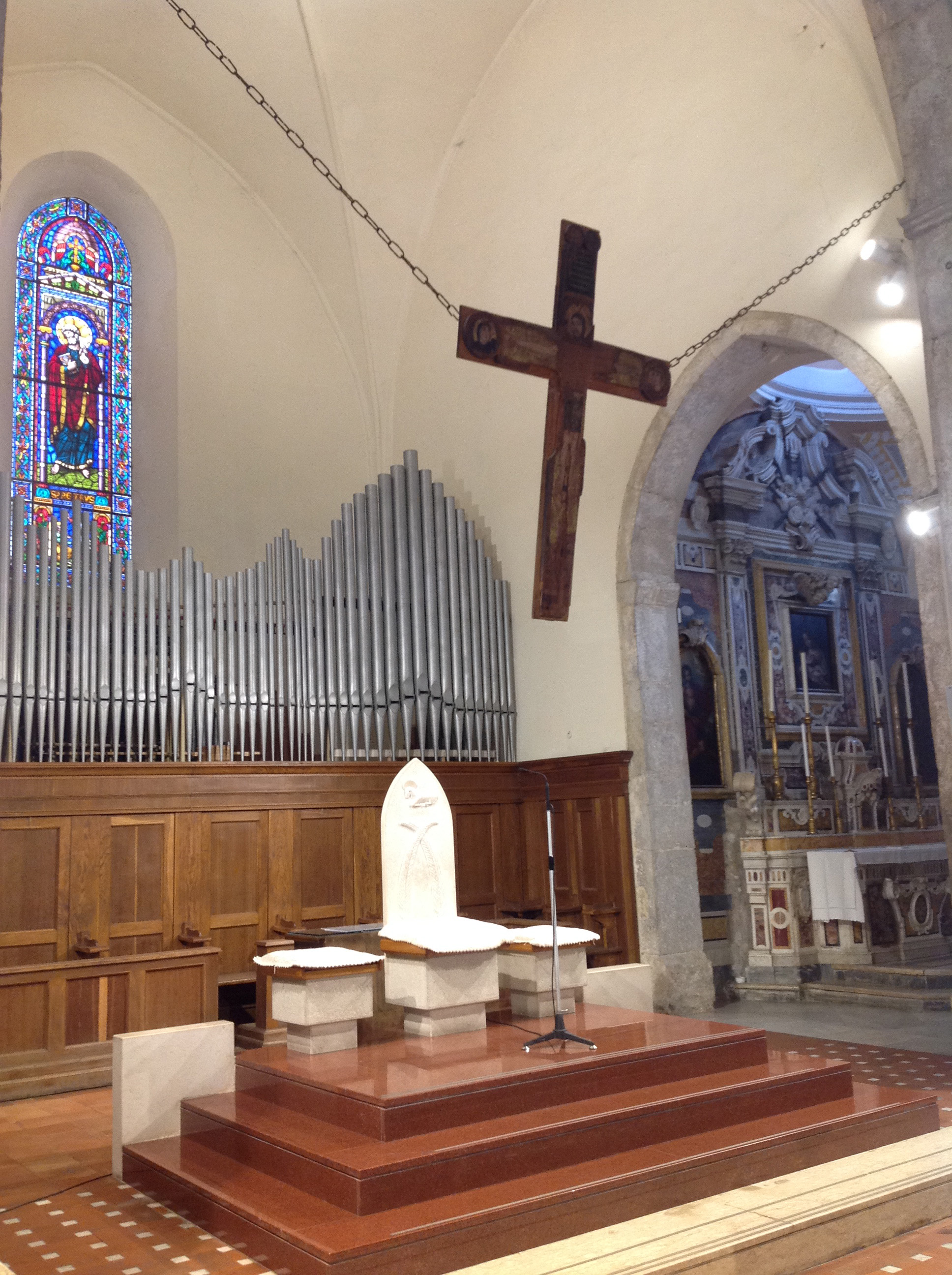
Abside